# Si Adam avait su...
Pour plus de détails, voir Fiche technique et Distribution.
Si Adam avait su... (The Male Animal) est un film américain réalisé par Elliott Nugent, sorti en 1942.

## Synopsis
Tommy Turner est un gentil professeur d'anglais un peu borné enseignant dans une université dans laquelle plusieurs professeurs ont été licenciés parce qu'ils étaient soupçonnés d'être communistes. Inconscient du danger, Turner confie à un étudiant qu'il compte lire à sa classe, à des fins de prose littéraire, une lettre écrite par l'anarchiste Bartolomeo Vanzetti. L'étudiant en question publie alors un article séditieux dans le journal de l’université, dans lequel il raconte la chose et 
glorifie Turner en écrivant qu'il est le genre de professeurs dont a besoin l'université. Le doyen l'apprend et dissuade Turner de lire la lettre. Voilà à présent notre gentil professeur dans de beaux draps : soit il fait ce qu'il a annoncé (lire la lettre en public), soit il perd son emploi. D'autre part, il doit essayer de sauver son mariage : sa femme, qu'il a quelque peu négligée, traîne en effet avec son beau, charmant et mielleux ancien petit ami.

## Fiche technique
- Titre original : The Male Animal
- Titre français : Si Adam avait su...
- Réalisation : Elliott Nugent
- Scénario : Stephen Morehouse Avery, Julius J. Epstein et Philip G. Epstein d'après une pièce d'Elliott Nugent et James Thurber
- Production : Hal B. Wallis et Wolfgang Reinhardt (producteur associé)
- Société de production : Warner Bros. Pictures
- Directeur musical : Leo F. Forbstein
- Musique : Heinz Roemheld
- Photographie : Arthur Edeson
- Montage : Thomas Richards
- Direction artistique : John Hughes
- Costumes : Howard Shoup
- Pays de production : États-Unis
- Langue : anglais
- Format : Noir et blanc - Son : Mono (RCA Sound System)
- Genre : Comédie romantique
- Durée : 101 minutes
- Date de sortie : 
  - États-Unis : 27 mars 1942 New York
  - États-Unis : 4 avril 1942
  - France : 21 septembre 1949

## Distribution
- Henry Fonda : Professeur Tommy Turner
- Olivia de Havilland : Ellen Turner
- Joan Leslie : Patricia Stanley
- Jack Carson : Joe Ferguson
- Eugene Pallette : Ed Keller
- Herbert Anderson : Michael Barnes
- Hattie McDaniel : Cleota
- Ivan F. Simpson : Dr. Fredrick Damon
- Don DeFore : Wally Myers
- Jean Ames : Hot Garters Gardner
- Minna Phillips : Blanche Damon
- Regina Wallace : Myrtle Keller
- Frank Mayo : Entraîneur Sprague
- William B. Davidson : Alumnus at Rally
- Bobby Barnes : Nutsy Miller
- Glen Cavender : un journaliste (non crédité)